# 櫻坂站
櫻坂站（日语：／ Sakurazaka eki */?）是位於日本福岡縣福岡市中央區櫻坂，屬於福岡市地下鐵七隈線的鐵路車站。福岡市內線城南線練塀町電停曾經位於較東面的位置。車站編號是N12。

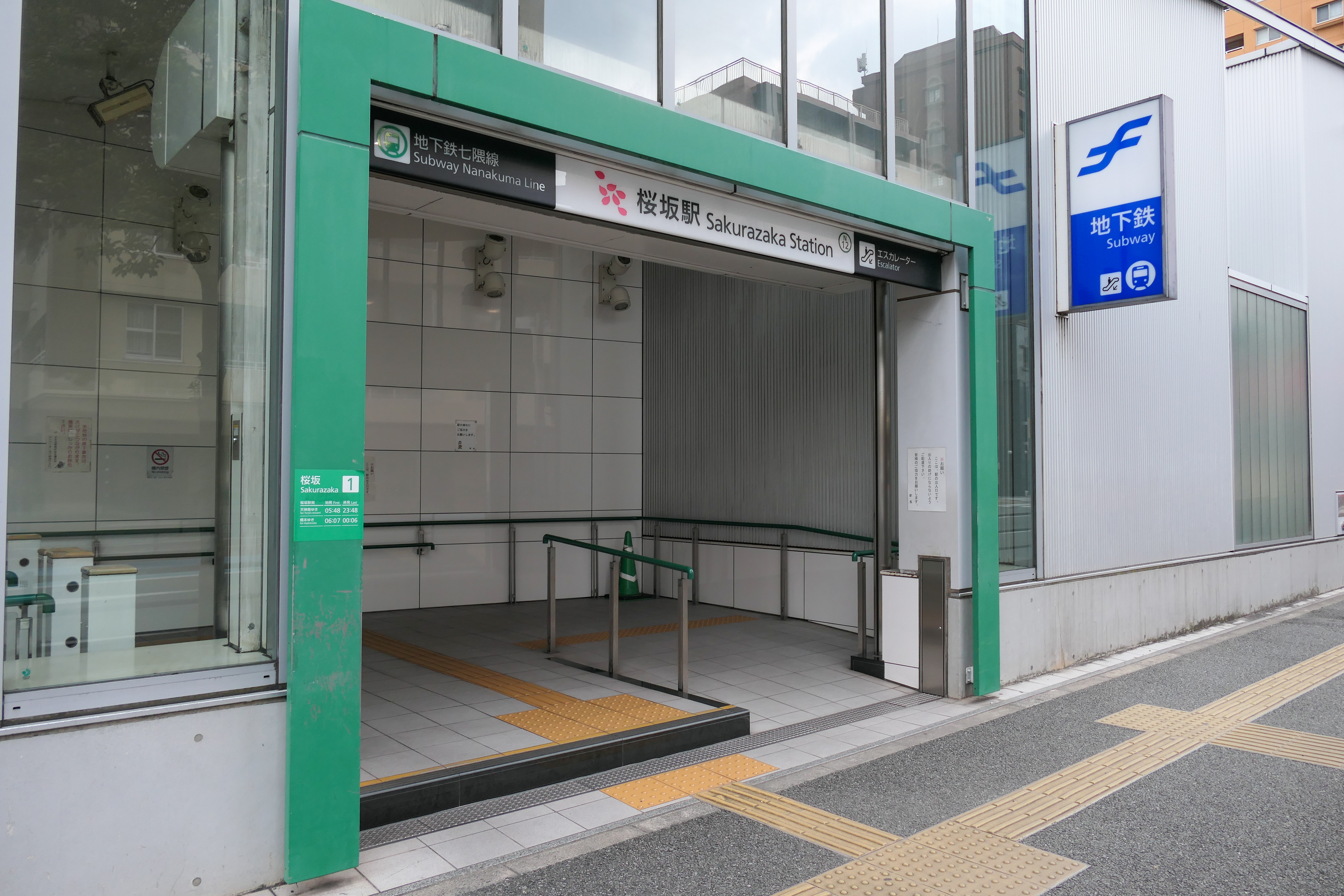
1號出入口（2022年12月）

## 歷史
- 2005年（平成17年）2月3日 - 與七隈線開通的同時開業。

## 車站構造

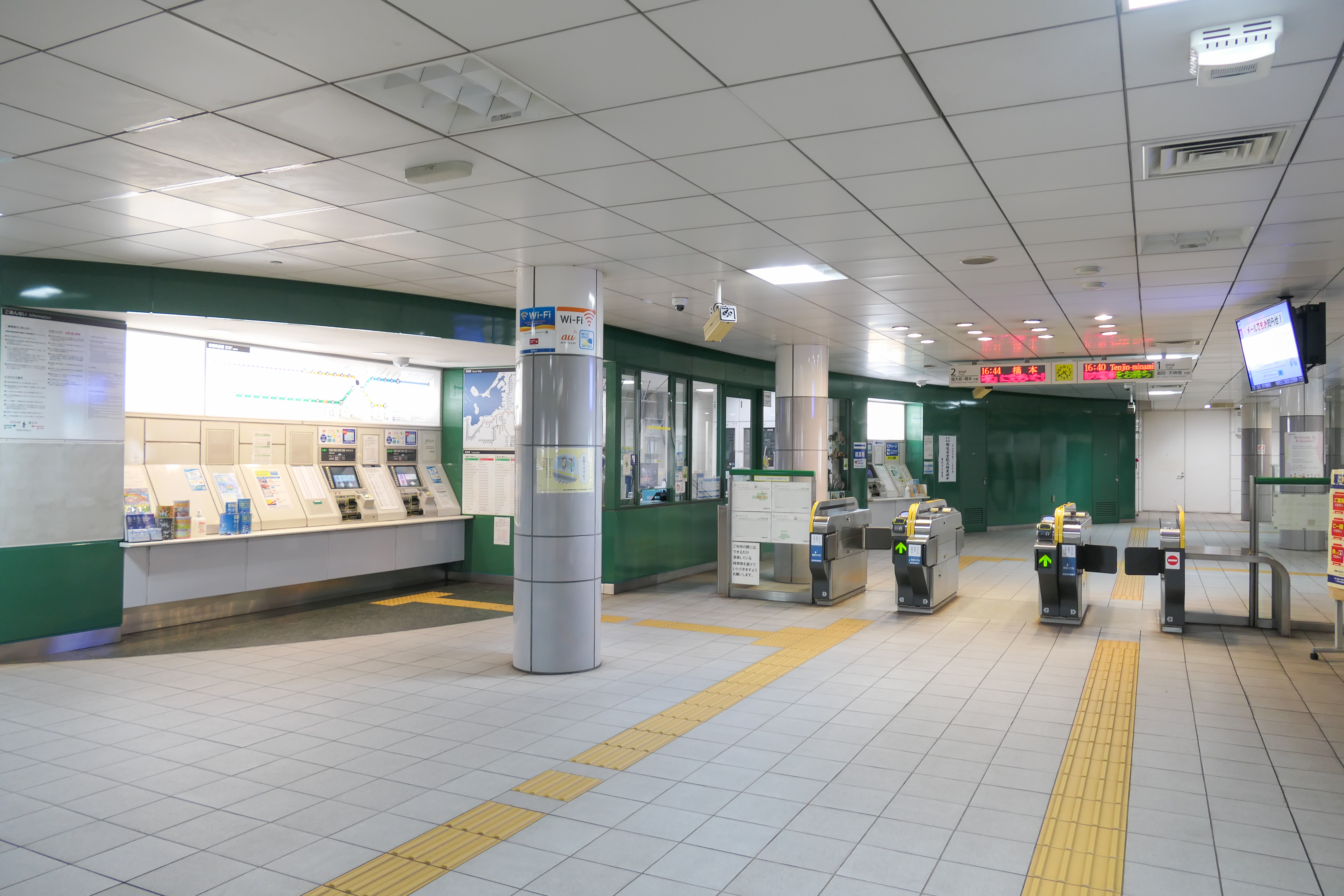
驗票閘口（2022年12月）

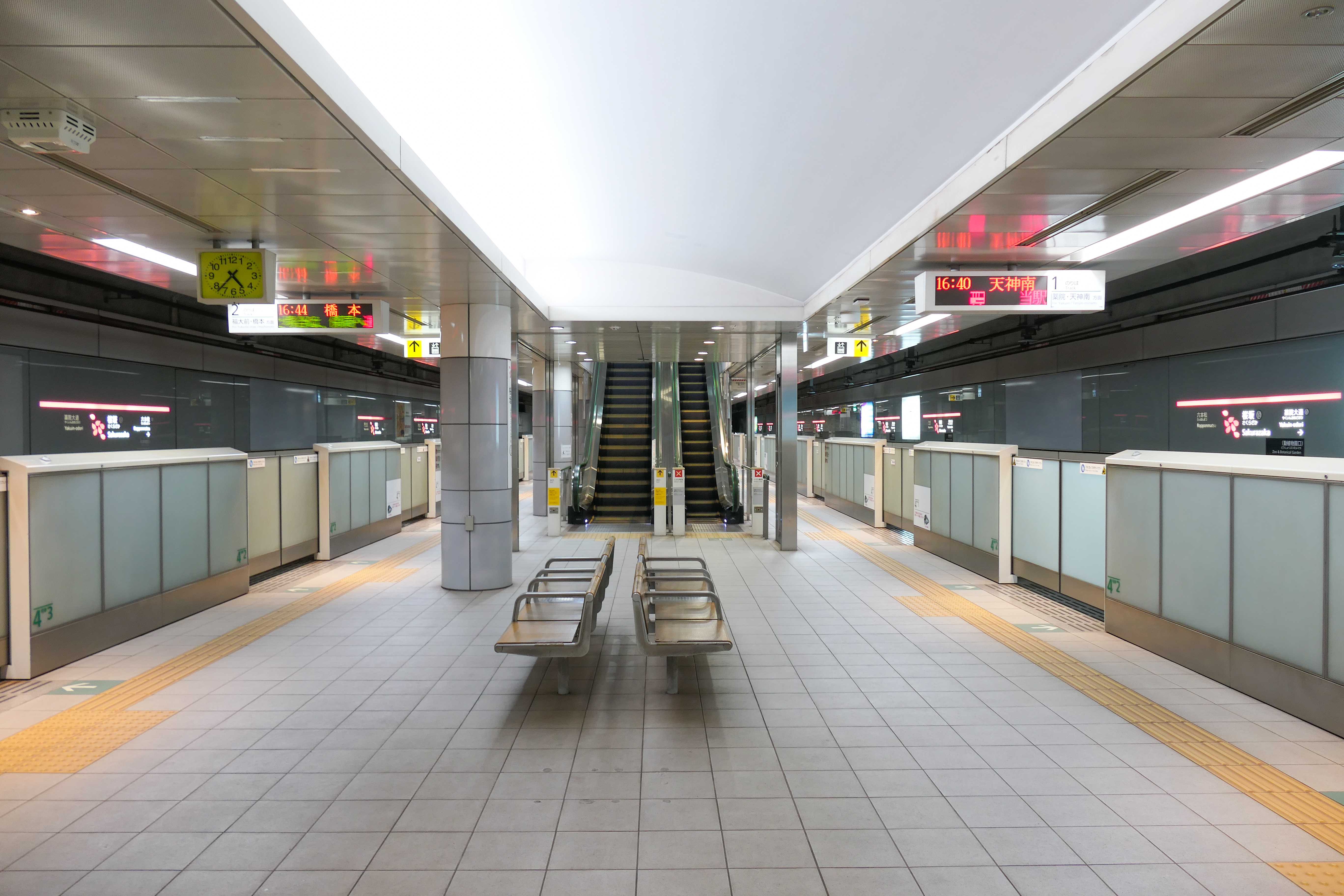
1號出與2號月台（2022年12月）

本站為島式月台1面2線的地底車站，並坐落在城南線正下方。站內共設置2處出入口，分別為被城南線夾在南側的1號出口與北側的2號出口。

### 月台配置
| 月台 | 路線   | 目的地                   |
| ---- | ------ | ------------------------ |
| 1    | 七隈線 | 藥院、天神南、博多方向   |
| 2    | 七隈線 | 六本松、福大前、橋本方向 |

## 利用狀況
2016年（平成28年）度的1日平均上車人次為1,861人、是七隈線車站也是福岡市地下鐵車站之中僅次於梅林站排行第2少。
開業以後的1日平均上車人次的推移如下表。
| 年度               | 1日平均 上車人次 |
| ------------------ | ---------------- |
| 2004年（平成16年） | 1,159            |
| 2005年（平成17年） | 909              |
| 2006年（平成18年） | 1,155            |
| 2007年（平成19年） | 1,226            |
| 2008年（平成20年） | 1,295            |
| 2009年（平成21年） | 1,309            |
| 2010年（平成22年） | 1,327            |
| 2011年（平成23年） | 1,431            |
| 2012年（平成24年） | 1,473            |
| 2013年（平成25年） | 1,526            |
| 2014年（平成26年） | 1,592            |
| 2015年（平成27年） | 1,680            |
| 2016年（平成28年） | 1,861            |

## 相鄰車站
福岡市交通局（福岡市地下鐵）
 七隈線
六本松（N11）－櫻坂（N12）－藥院大通（N13）

## 外部連結
- 福岡市地下鐵 櫻坂站 （页面存档备份，存于）（日語）